# Rispebjerg
Rispebjerg er en bebyggelse i Pedersker Sogn på Bornholm.
Ved Rispebjerg ligger et større arkæologisk anlæg, der dateres til oldtiden. Der er rester af et ca. 5.000 år gammelt soltempel, en del solsten og rester af en ringborg fra Jernalderen. I området er der fundet flinteredskaber, våbenofre m.v. 

## Beskrivelse
Omkranset af Øleådalen er området præget af jordværker fra jernalderen, bestående af halvcirkelformede volde på 3 i højden og en tør grav, der er 2  dyb. Anlægget er omkring 2.000 år gammelt. Derudover findes der rester af flere 5.000 år gamle træcirkler, hvoraf én er blevet genskabt med træstubbe sat i de oprindelige huller, hvilket giver et indtryk af anlæggets oprindelige størrelse. Et udsigtstårn giver information og overblik over det historiske område.

## Tidlige fund
Området blev opdaget i 1897, hvilket førte til fund nær en kilde af seks flintøkser og fire flinthakker fra den midterste del af bondestenalderen. Året efter blev yderligere 13 flintøkser og to flinthakker fundet, hvilket gør stedet til et af landets vigtigste fundlokaliteter for denne type redskaber. Fundenes placering tæt på en kilde antyder, at stedet har haft religiøs betydning.

## Oldtidens trækredse
Området rummer flere trækredse fra omkring år 2800 f.v.t. Spor af de oprindelige træpæle er fundet og er for nyligt markeret med nye træstubbe. Ud fra fund af lerskår, brændt flint og brændte knogler foreslås det, at cirklerne kan have fungeret som et soltempel. Det ser ud til, at de har båret en platform dækket af ler, hvortil man kunne komme via en trappe, og hvor man ifølge eksperter har kunnet tænde bål – muligvis i forbindelse med ofringer. Der er også fundet lerdiske med oldgamle solsymboler, som har været rituelt begravet under stolperne. Det ser ud til, at trækredsen blev opført i tre adskilte perioder.